# Mexcala quadrimaculata
Mexcala quadrimaculata là một loài nhện trong họ Salticidae.
Loài này thuộc chi Mexcala. Mexcala quadrimaculata được George Newbold Lawrence miêu tả năm 1942.